# 恩斯特·冯·曼斯菲尔德
曼斯菲尔德伯爵彼得·恩斯特（德語：Peter Ernst Graf von Mansfeld；c.1580–1626年11月29日），常被稱為恩斯特·冯·曼斯菲尔德（德語：Ernst von Mansfeld），是一名德國軍事指揮官，儘管他是一名天主教徒，但在三十年戰爭初期卻為新教聯軍作戰。